# Medelpads runinskrifter 14
Runinskrift M 14 är en runsten som står i byn Byn i Sättna socken och Sundsvalls kommun i Medelpad.
Tre bröder lät omkring 1020–1050 resa stenen för att hedra sin fader Igul.

## Inskriften
Translitterering av runraden:
[sikuʀþ suain auk hrþuʀ ritu stai- þina abtiʀ ihul foþur sin]
Normalisering till runsvenska:
Sigurðr, Svæinn ok Harðr rettu stæi[n] þenna æftiʀ Igul, faður sinn.
Översättning till nusvenska:
Sigurd, Sven och Hård reste denna sten efter Igul, fader sin.

Namnet Igul är det fornsvenska namnet för igelkott.